# Amasaku
Amasaku, Masaku – starożytne miasto w północnej Mezopotamii, należące do huryckiego królestwa Hanigalbat. Gdy Wasaszatta, król Hanigalbatu, zbuntował się przeciw asyryjskiemu zwierzchnictwu, Amasaku znalazło się wśród miast zdobytych przez asyryjskiego króla Adad-nirari I (1307-1275 r. p.n.e.) w trakcie tłumienia tego buntu. Potem miasto to wzmiankowane jest w tekstach z czasów panowania asyryjskiego króla Tiglat-Pilesera I (1114-1076 p.n.e.), które lokalizują je w pobliżu miasta Nasibina (wsp. Nusaybin). W okresie nowoasyryjskim Amasak(k)u było jednym z miast należących do asyryjskiej prowincji Nasibina. W 2 połowie IX w. p.n.e. jednym z asyryjskich gubernatorów miasta Masaku (Masaka) był dostojnik dworski o imieniu Szar-patti-beli, który był eponimem (limmu) w 831 i 815 r. p.n.e.. W inskrypcji na jego steli odnalezionej w Aszur nosi on tytuł „gubernatora Aszur, Nasibiny, Urakki, Kahat i Masaki”. Niektórzy badacze próbują identyfikować Amasaku ze starobabilońskim miastem Amurzakkum, które również znajdować się miało w pobliżu współczesnego Nusaybin.